# Бохемска рапсодия (филм)
„Бохемска рапсодия“ (на английски: Bohemian Rhapsody) е биографичен филм за британската рок звезда Фреди Меркюри и групата „Куийн“, който през 2019 г. печели награда „Златен глобус“ за най-добър филм в категорията драма, а Рами Малек печели „Златен глобус“ за най-добра мъжка роля.
Филмът проследява живота на певеца от 1970 г. до 1985 г., от създаването на „Куийн“ до концерта „Лайв ейд“ на Уембли. Режисьор на филма е Брайън Сингър, сценарист – Антъни МакКартън. Ролята на Фреди Меркюри се изпълнява от Рами Малек, а тази на приятелката му Мери от Люси Бойнтън. Консултанти на филма са членовете на групата „Куийн“ Брайън Мей и Роджър Тейлър. Това е най-печелившият биографичен музикален филм за всички времена.
Първоначално ролята на Фреди Меркюри е поверена на Саша Барън Коен, но поради идейни различия с членовете на „Куийн“ относно самия филм и представянето на Фреди Меркюри, той отпада от проекта.

## В България
В България филмът е пуснат по кината на същата дата от „Александра Филмс“.
На 5 март 2019 г. е издаден на DVD и Blu-ray от „А Плюс Филмс“.
На 26 март 2022 г. е излъчен премиерно по „Кино Нова“ в събота от 21:00 ч. Ролите се озвучават от Ася Рачева, Явор Караиванов, Иван Велчев, Петър Бонев и Росен Русев.